# Vantoux
Vantoux – miejscowość i gmina we Francji, w regionie Grand Est, w departamencie Mozela.
Według danych na rok 1990 gminę zamieszkiwało 725 osób, a gęstość zaludnienia wynosiła 296 osób/km² (wśród 2335 gmin Lotaryngii Vantoux plasuje się na 471. miejscu pod względem liczby ludności, natomiast pod względem powierzchni na miejscu 1208.).